# Elaina Oden
Elaina Oden (n. 21 martie 1967, Orange, California, SUA) este o sportivă ce a reprezentat Statele Unite ale Americii, medaliată olimpică. A participat la 2 ediții ale Jocurilor Olimpice (1992, 1996) în care a câștigat o medalie de bronz.